# Ray Barrett
Ray Barrett (Raymond Charles Barrett) (n. 2 mai 1927, Brisbane, Queensland – d. 8 septembrie 2009, Gold Coast, Queensland) a fost un actor australian.